# 帕拉比亚戈
帕拉比亚戈（義大利語：Parabiago），是意大利米兰省的一个市镇。总面积14.16平方公里，人口26607人，人口密度1879.0人/平方公里（2009年）。国家统计（ISTAT）代码为015168。

## 友好城市
- 薩莫博爾 2010年